# Amargéti
Amargéti (grec moderne : Αμαργέτη) est un village chypriote situé dans le district de Paphos et comptant plus de 209 habitants.